# ホウビシダ
ホウビシダ Asplenium hondoense は、チャセンシダ科のシダ植物。渓流沿いの湿った岩の上などに生え、単羽状の葉をつける。

## 特徴
常緑性の草本。根茎は長く横に這い、径2-3mm。根茎には腹背の分化があり、腹面には多数の根を生じ、背面には約1cmの間隔で葉を2列に出す。鱗片は披針形で暗褐色から黒っぽい色をしており、格子状で、先端に向けて次第に細くなり、最後は毛のようになって終わり、長さ4mm、幅0.5mm。
葉柄は長さ10-25cmで赤褐色から紫褐色で光沢がある。葉身は単羽状複葉で披針形から長楕円状披針形をなし、先端は突き出し、基部は狭くならない。葉身の大きさは長さ10-20cm、幅4cm程度が普通だが、大きいものは長さ35cm、幅9cmに達するものがある。羽片は15-20対ほど、中程のもので長さ3cm、幅1cmほど。丸みのある四辺形で基部の先端側は真っ直ぐか基部がやや耳状に突き出し、付け根側は基部の苞半分程度まで主脈より外側が欠けている。先端は強く尖るか鈍く尖り、縁は1/5程度の深さに切れ込む。基部の方の羽片数対は短い柄を持っている。葉質は薄くて草質であり、淡緑色で葉脈がよく見える。胞子嚢群は長さ4-6mmで、羽片の中肋に近い位置に付く。
和名は鳳尾シダで、鳳凰の尾に似たシダの意である。別名にヒメクジャクシダがある。

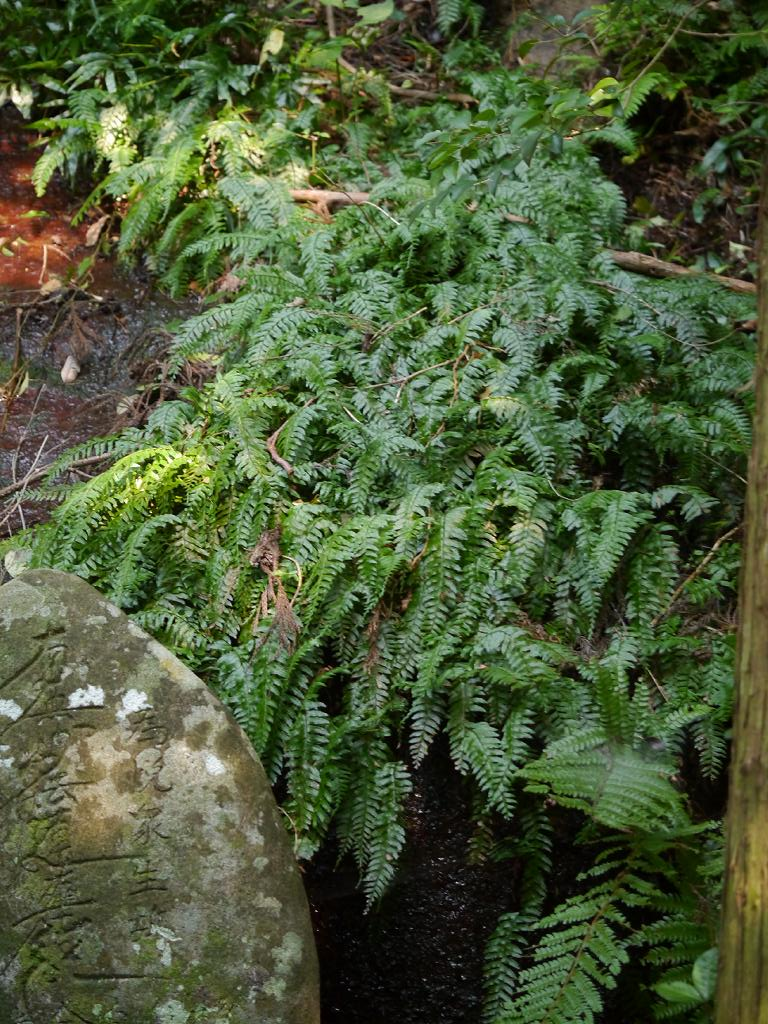
滝のそば斜面の群落
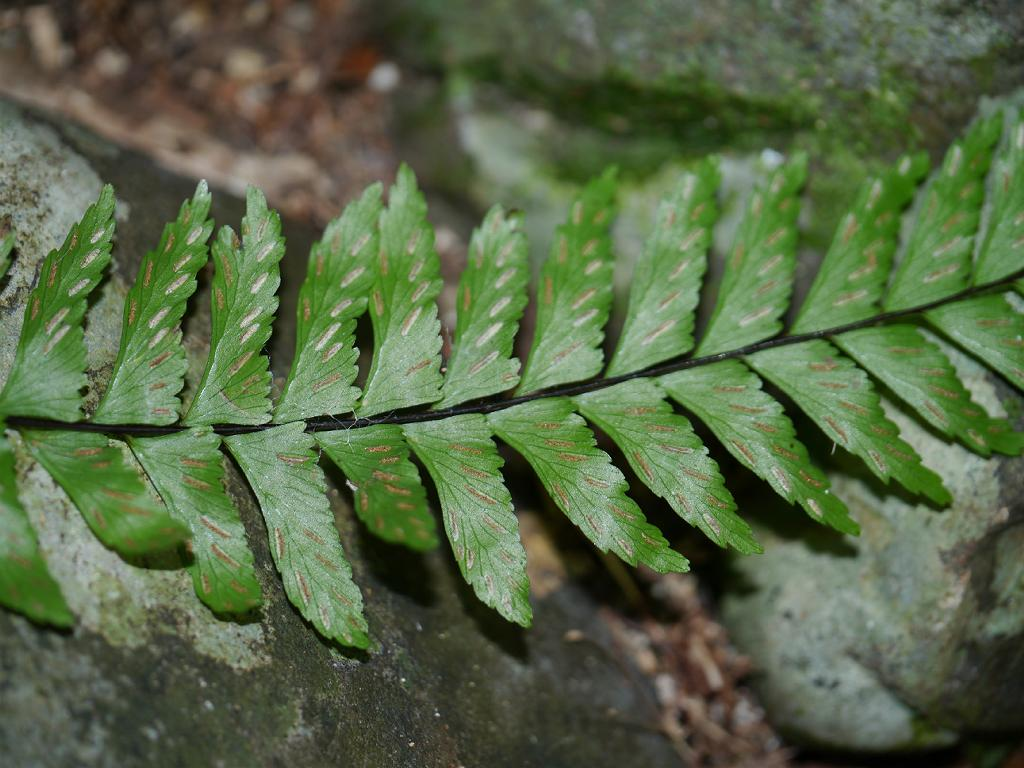
葉裏の様子
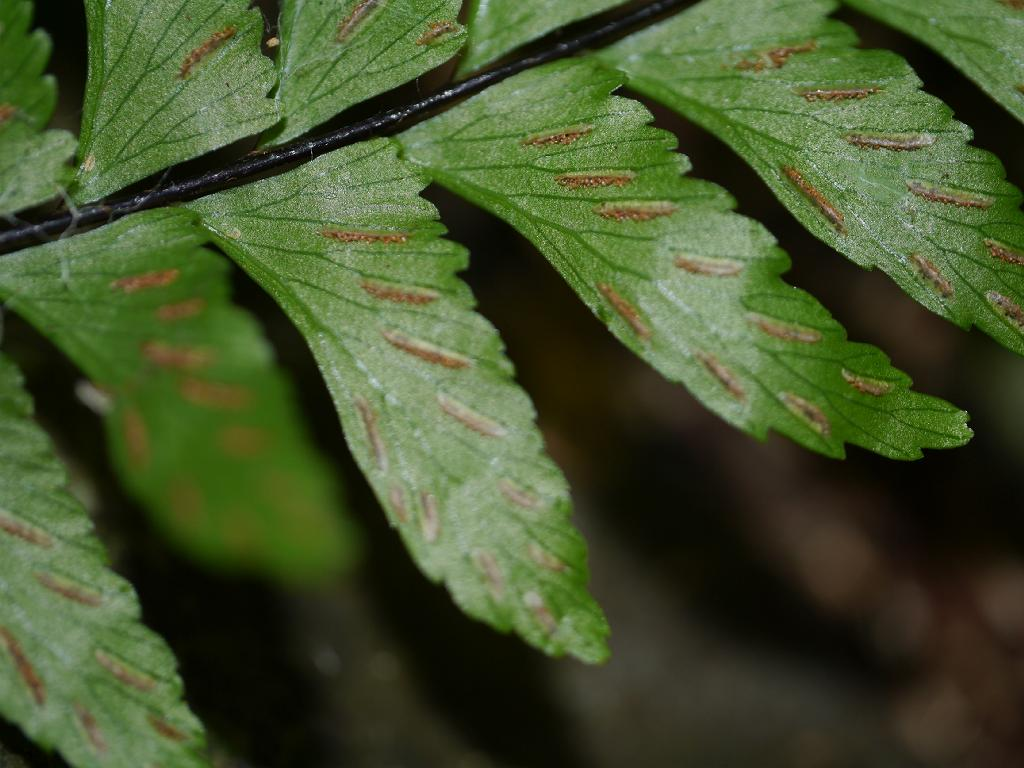
胞子嚢群の様子

## 分布と生育環境
日本では本州の石川県、千葉県以西、四国、九州に知られ、国外では朝鮮の済州島と中国に分布がある。日本から済州島までのものは全て3倍体であり無性生殖を行うが、中国西南部からインドシナには2倍体で有性生殖を行うものが存在する。
山林の中野渓流近くなどに出現する。水が滴る岩の上や沢すじの崖などに好んで生育する。

## 分類
本種の学名は、古くは Asplenium unilaterale が使われた。この学名はモーリシャス等の標本を元に、進化論で有名なラマルクが命名したものである。当初、アフリカからアジアを経てハワイ諸島にまで分布するこの群を同一種と判断したためで、現在ではそれらは細分され、日本産のものでも4種が区分されている。
本種はチャセンシダ属の中では根茎が匍匐し、腹背の区別があることや染色体数などから本属の多くのものと性質が異なり、これを別属とする説もある。その場合の学名は Hymenasplenium hondensis である。これを認めた場合、これに属する種は世界に50種ほど、日本には8種がある。多くは本種に似たものだが、ハート形の単葉を持つヒメタニワタリもこれに含まれる。